# 鄭美景
鄭 美景（Jung Mi Kyung、チョン・ミギョン、1960年2月4日 - 2017年1月18日）は韓国の小説家。慶尚南道馬山市出身。

## 略歴
1987年『中央日報』新春文芸戯曲部門で当選したが、本格的な作品活動は2001年、『世界の文学』に短編小説『비소여인(砒素女)』を発表してスタートした。文壇デビュー後、誠実に作品を発表し、短い間に長編短編の両分野で作家としての地位を固めている。説得力のあるプロットと繊細な文体、具体的な実感を与えるディテールまで、小説の定石を見せていると評価されるほど、小説というジャンル文法の基礎をみせてくれる作家である。また、2000年代韓国小説の一定の傾向－自閉的な内面意識、非現実的な想像力など－とは距離を置きながら現実に対する作家特有の問題意識をスケールの大きい叙事に盛り込んでいる。正統小説の重みと現実社会に対する批判意識を併せ持っている作家だといえる。

## 年譜
- 1982年、梨花百周年記念文学賞。
- 2002年、第26回今日の作家賞受賞。
- 2006年、第30回李箱文学賞受賞。

## 邦訳作品
- 『夜よ、ひらけ』きむふな訳、クオン 、韓国文学ショートショート 2018年10月

## 代表作品
- 2002年、장밋빛 인생（ばら色人生）[1][4]
- 2004年、나의 피투성이 연인(私の血だらけの恋人）
- 2005年、이상한 슬픔의 원더랜드（不思議な悲しみのワンダーランド）
- 2006年、발칸의 장미를 내게 주었네（バルカンの薔薇を私にくれた）
- 2006年、밤이여, 나뉘어라（夜よ、ひらけ）
- 2008年、내 아들의 연인（私の息子の恋人）
- 2010年、아프리카의 별（アフリカの星）
- 2013年、프랑스식 세탁소（フランス式洗濯所）